# Kalilangan
Kalilangan es un municipio filipino de segunda categoría, situado al norte de la isla de Mindanao. Forma parte de  la provincia de Bukidnon situada en la Región Administrativa de Mindanao del Norte. 
Para las elecciones está encuadrado en el Cuarto Distrito Electoral.

## Barrios
El municipio  de Kalilangan se divide, a los efectos administrativos, en 14 barangayes o barrios, conforme a la siguiente relación:

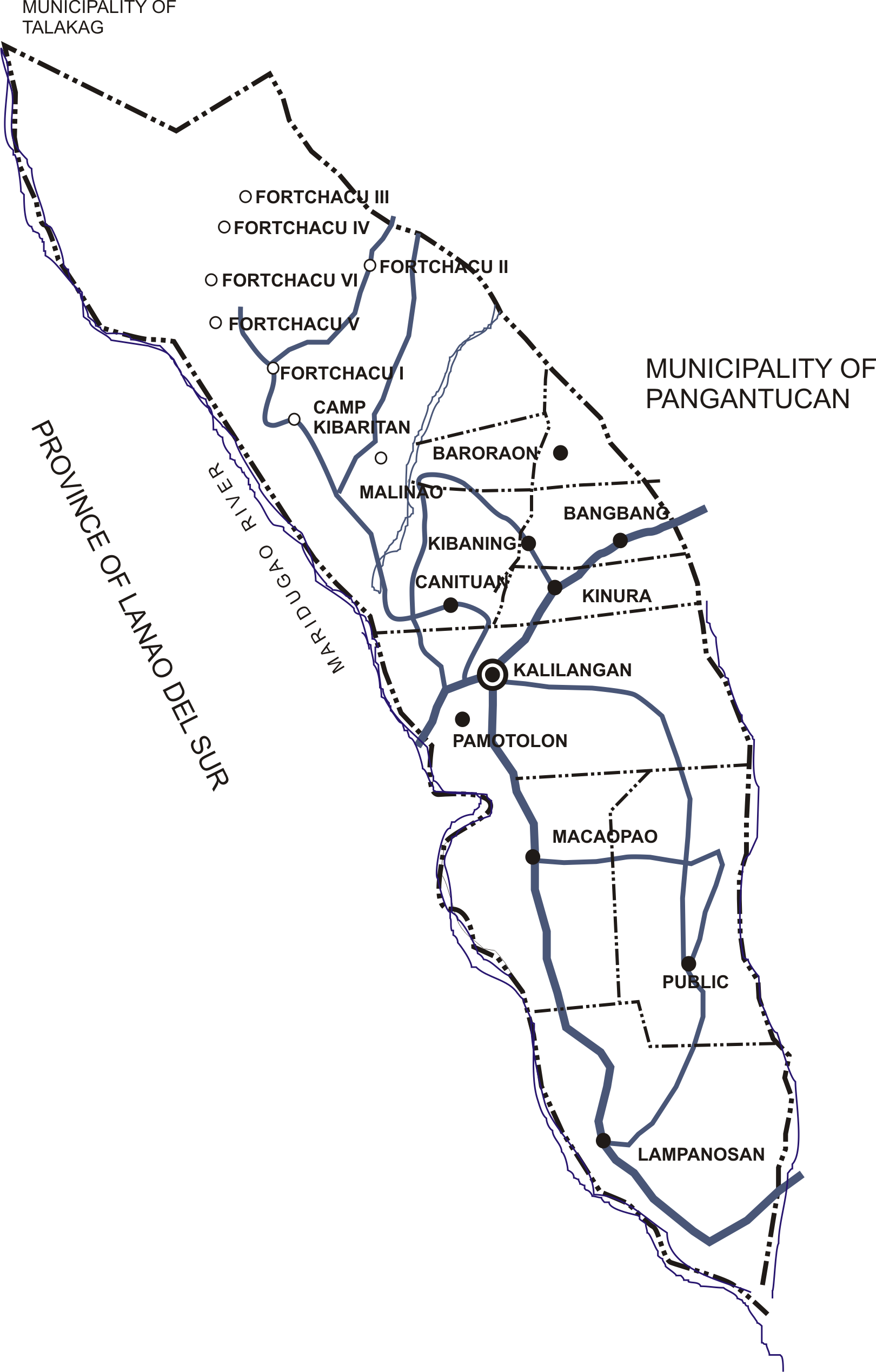
Mapa político de Kalilangan

| - Bangbang - Barorawon - Canituán - Kibaning - Kinura - Lampanusán - Maca-opao - Malinao - Pamotolon (Pamotdon) - Población Central - Don José (Public) - Ninoy Aquino - San Vicente Ferrer de Forchacu - Población Oeste |

## Historia
El 18 de junio de 1966 los barrios de Lampanosan, Macatol, Macaopao, Sabang, Kalilangan, Boribod, Pamutohan, Kabaning, Malinoa, Imbariz, Kibaritan y Mayohay ,  hasta ahora pertenecientes al municipio de  Pangantucan, quedan separados para formar  el nuevo municipio de Kalilangan, con la sede del gobierno en el barrio del mismo nombre.